# Institut national pour le patrimoine architectural
Het Institut national pour le patrimoine architectural is een van de culturele overheidsinstellingen in Luxemburg. Het instituut werd in 2022 opgericht, als opvolger van de Service des sites et monuments nationaux (SSMN).

## Geschiedenis
Vanuit de historische afdeling van het Institut grand-ducal werd in de eerste helft van de 20e eeuw aan de Regering-Reuter een plan voorgelegd om te komen tot wettelijke bepalingen over het behoud en bescherming van nationale landschappen en monumenten. In 1927 werd bij wet de Commission des sites et monuments nationaux opgericht.
In 1971 werd door het Ministerie van Cultuur de Service des monuments historiques opgericht, deze kreeg de opdracht om maatregelen uit te voeren voor de bescherming, het onderhoud en de restauratie van historische monumenten. In 1977 werd de dienst opgevolgd door de Service des sites et monuments nationaux (SSMN). Na een reorganisatie werd de SSMN in 1988 een van de culturele instellingen van de Luxemburgse staat, samen met het het Nationaal Archief, de Nationale Bibliotheek, het Nationaal Museum voor Geschiedenis en Kunst en het Nationaal Natuurhistorisch Museum.
In 2022 werd een nieuwe wet op het gebied van cultureel erfgoed van kracht, die de taken van verschillende culturele instellingen van de staat opnieuw definieerde en onder meer het Institut national pour patrimoine architectural als opvolger van de SSMN in het leven riep.

## Directeuren
- Alfred Steinmetzer (1971-1982)
- Georges Calteux (1982-2004)
- Christiane Steinmetzer (2004-2008)
- Patrick Sanavia (sinds 2008)